# Pierfrancesco Pavoni

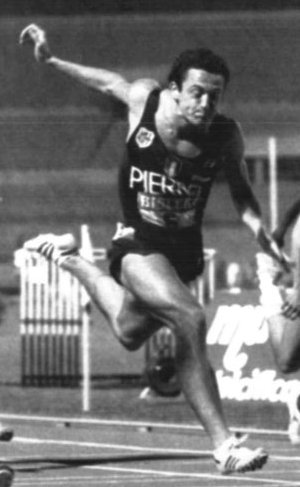
Pierfrancesco Pavoni

Pierfrancesco Pavoni (* 21. Februar 1963 in Rom) ist ein ehemaliger italienischer Leichtathlet, der 1983 mit der 4-mal-100-Meter-Staffel die Silbermedaille bei Weltmeisterschaften gewann.

## Sportliche Karriere
Bei seinen ersten internationalen Meisterschaften, den Halleneuropameisterschaften 1982 in Mailand belegte Pavoni in 6,68 s den vierten Platz im 60-Meter-Lauf und verpasste die Bronzemedaille nur um zwei Hundertstelsekunden. In der Freiluftsaison 1982 siegte Pavoni bei den Italienischen Meisterschaften im 100-Meter-Lauf. Bei den Europameisterschaften 1982 in Athen gewann Pavoni in 10,25 s die Silbermedaille hinter Frank Emmelmann aus der DDR, die italienische Sprintstaffel belegte in 38,96 s den vierten Platz. 1983 verteidigte Pavoni seinen Italienischen Meistertitel. Bei den Weltmeisterschaften in Helsinki schied Pavoni über 100 Meter im Viertelfinale aus. Im Staffelrennen blieben erstmals in der Leichtathletik-Geschichte alle Staffeln unter 39 Sekunden; die italienische Staffel mit Stefano Tilli, Carlo Simionato, Pierfrancesco Pavoni und Pietro Mennea verbesserte in 38,37 s den italienischen Rekord und erkämpften die Silbermedaille vor der sowjetischen Staffel, lediglich die US-Amerikaner waren eine halbe Sekunde voraus und stellten einen neuen Weltrekord auf. Bei den Mittelmeerspielen in Casablanca gewann er im 100-Meter-Lauf und in der 4-mal-100-Meter-Staffel jeweils eine Goldmedaille.
1984 hatte Pavoni eine schwächere Saison, bei den Olympischen Spielen in Los Angeles schied er über 100 Meter im Vorlauf aus; in der Staffel kam er nicht zum Einsatz. 1985 versuchte sich Pavoni im 400-Meter-Lauf und siegte auf dieser Strecke bei den Italienischen Meisterschaften. Im Jahr darauf trat Pavoni bei den Europameisterschaften 1986 in Stuttgart im 200-Meter-Lauf an, schied aber im Halbfinale aus. Mit der Staffel belegte er den fünften Platz.
1987 gewann Pavoni nach 1985 seinen zweiten Italienischen Hallenmeistertitel über 60 Meter. Bei den Halleneuropameisterschaften 1987 in Liévin belegte er in 6,58 s den zweiten Platz hinter dem Polen Marian Woronin. Zwei Wochen später gewann er bei den Hallenweltmeisterschaften in Indianapolis in 6,59 s Bronze hinter zwei US-Amerikanern. In der Freiluftsaison 1987 siegte Pavoni bei den Italienischen Meisterschaften auf beiden kurzen Sprintstrecken. Beim Saisonhöhepunkt, den Weltmeisterschaften in Rom, erreichte Pavoni dreimal das Finale und belegte jeweils den siebten Platz.
Bei den Halleneuropameisterschaften 1988 in Budapest erreichte Pavoni erneut das Finale und belegte in 6,64 s den fünften Platz. In der Freiluftsaison qualifizierte sich Pavoni wie 1984 für die Olympischen Spiele. In Seoul erreichte er über 100 Meter das Viertelfinale, die italienische Staffel mit Ezio Madonia, Sandro Floris, Pierfrancesco Pavoni und Stefano Tilli kam ins Finale und belegte in 38,54 s den fünften Platz. 1989 startete Pavoni wie 1987 sowohl bei den Halleneuropameisterschaften als auch bei den Hallenweltmeisterschaften. In Den Haag belegte er in 6,62 s den vierten Platz bei den Europameisterschaften, zwei Wochen später war er bei den Weltmeisterschaften in Budapest bester Europäer und gewann in 6,61 s Bronze hinter dem Kubaner Andrés Simón und dem Ghanaer John Myles-Mills. Bei den Halleneuropameisterschaften 1990 in Glasgow lief Pavoni 6,59 s und gewann Silber hinter dem Briten Linford Christie. Bei den Europameisterschaften 1990 in Split schied Pavoni über 100 Meter im Vorlauf aus, in der Staffel kam er nicht zum Einsatz.
Bei einer Körpergröße von 1,82 m betrug sein Wettkampfgewicht 70 kg. Er startete für Pro Patria Pierrel/Pro Patria Osama Milano.

## Persönliche Bestzeiten
- 100 Meter: 10,22 s (11. September 1986 in Ostia Lido)
- 200 Meter: 20,45 s (3. September 1987 in Rom)
- 400 Meter: 45,71 s (17. August 1985 in Moskau)
- 60 Meter (Halle): 6,55 s (7. März 1990 in Piräus)